# 大河道乡
大河道乡，是中华人民共和国河北省邯郸市曲周县下辖的一个乡镇级行政单位。

## 行政区划
大河道乡下辖以下地区：
前河道村、西大由村、东大由村、孔庄村、赵逯庄村、西四夫人寨村、东四夫人寨村、西河道村、东河道村、后老营村、西老营村、东老营村、张八郎寨村、贾庄村、常庄村、颜庄村、薛庄村和苏小营村。